# 1512 en science
| Années de la science : 1509 - 1510 - 1511 - 1512 - 1513 - 1514 - 1515    |
| Décennies de la science : 1480 - 1490 - 1500 - 1510 - 1520 - 1530 - 1540 |

Cet article présente les faits marquants de l'année 1512 en science.

## Publications
- Charles de Bovelles, Physicorum elementorum libri decem, 1512 ;
- Juan de Ortega, Tractado subtilisimo d'arithmetica y de geometria, Barcelone, 1512.

## Naissances
- 5 mars : Gérard Mercator (mort en 1594), mathématicien et géographe flamand.
- Vers 1512 :
  - Luigi Anguillara (mort en 1570), botaniste italien.
  - Giovanni Padovani, mathématicien et astronome italien.

## Décès

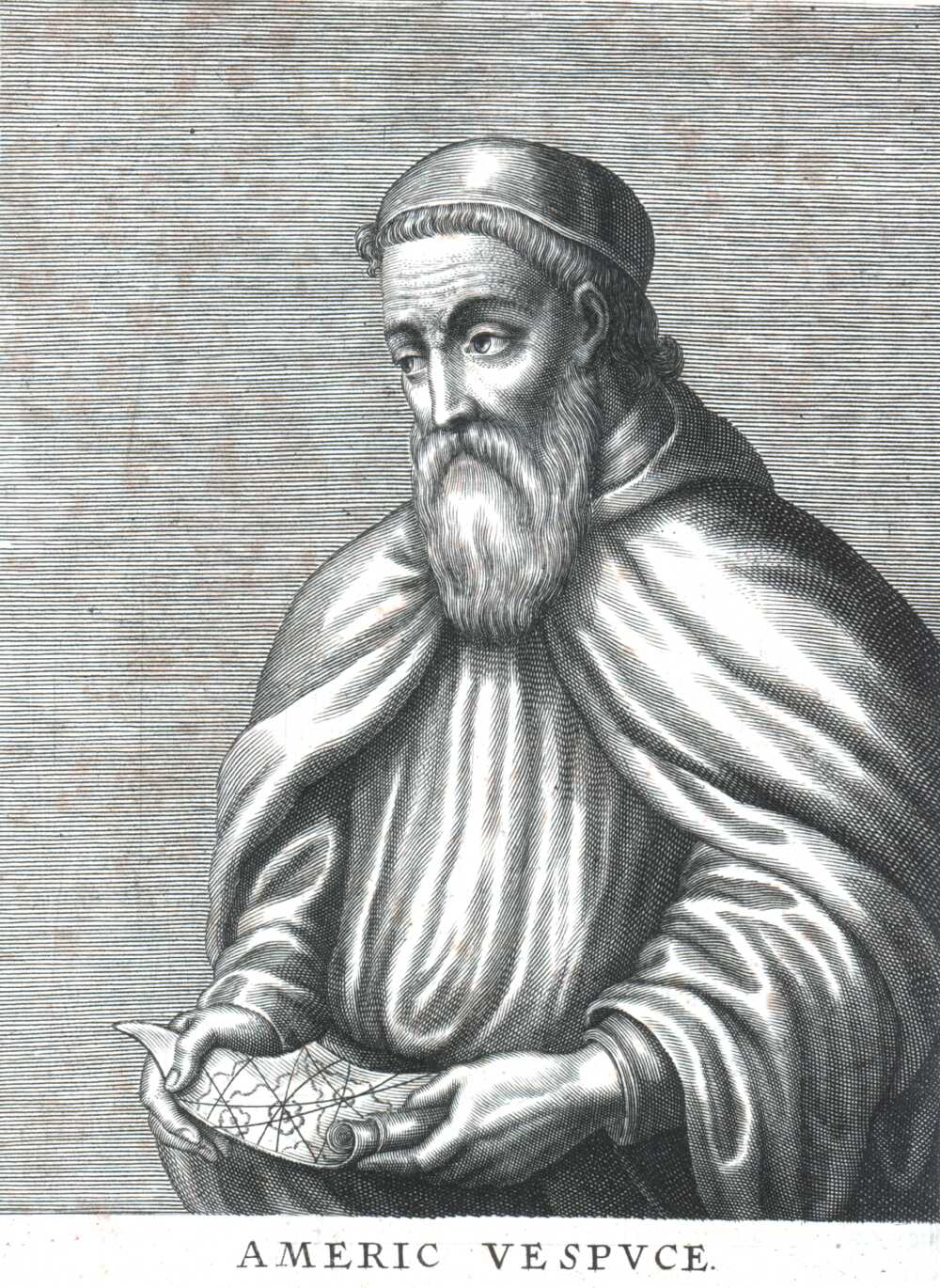
Amerigo Vespucci

- 22 février : Amerigo Vespucci (né en 1454) marchand, bijoutier et navigateur italien.
- 2 août : Alessandro Achillini (né en 1463), philosophe et anatomiste italien.
- 31 octobre : Alessandro Benedetti (né vers 1450), anatomiste et humaniste italien.

- Vers 1512 : Hieronymus Brunschwig (né vers 1450), médecin et distillateur allemand.